# Vladimir Hernández
Vladimir Javier Hernández Rivero (ur. 8 lutego 1989 w Arauce) – kolumbijski piłkarz występujący na pozycji lewego skrzydłowego, obecnie zawodnik brazylijskiego klubu piłki nożnej Santosu FC.

## Kariera klubowa
Hernández pochodzi z leżącej przy granicy z Wenezuelą miejscowości Arauca. W wieku dziewięciu lat przeniósł się wraz z rodzicami i trójką rodzeństwa do miasta Barranquilla, gdzie wychowywał się w dzielnicy Ciudadela 20 de Julio (później rodzina przeniosła się do dzielnicy Carrizal). Treningi piłkarskie rozpoczynał w lokalnej szkółce juniorskiej Mundialito 90, skąd po kilku miesiącach (w zamian za dwie piłki i zestaw pachołków treningowych) przeszedł do akademii młodzieżowej klubu Atlético Junior. Tam był wyróżniającym się graczem ze swojego rocznika, występując regularnie w reprezentacji departamentu Atlántico. W wieku osiemnastu lat filigranowy zawodnik został przeniesiony do drugoligowych rezerw Junior – zespołu Barranquilla FC, w którym występował przez rok u boku graczy takich jak Luis Carlos Ruiz, Teófilo Gutiérrez czy Carlos Bacca.
Do treningów pierwszej drużyny Hernández został włączony przez szkoleniowca Santiago Escobara, notując za jego kadencji kilka występów w krajowym pucharze (Copa Colombia). Dopiero trener Julio Comesaña uczynił go pełnoprawnym członkiem seniorskiego zespołu; w Categoría Primera A gracz zadebiutował 13 września 2008 w wygranym 1:0 spotkaniu z Millonarios. Premierowego gola w najwyższej klasie rozgrywkowej strzelił 21 czerwca 2009 w zremisowanej 2:2 konfrontacji z Deportivo Cali. W wiosennym sezonie Apertura 2009 zdobył z Junior tytuł wicemistrza Kolumbii, natomiast rok później – w sezonie Apertura 2010 – wywalczył mistrzostwo Kolumbii. Pełnił jednak głównie rolę rezerwowego w taktyce trenera Diego Umañi i podstawowym piłkarzem Junior został dopiero po przyjściu do klubu José Eugenio Hernándeza. Jako kluczowy piłkarz formacji ofensywnej, w jesiennym sezonie Finalización 2011 zdobył swoje drugie mistrzostwo Kolumbii.
W 2012 roku Hernández zajął z Junior drugie miejsce w superpucharze kraju – Superliga Colombiana, zaś w sezonie Apertura 2014 zanotował kolejne wicemistrzostwo Kolumbii. W sezonie Finalización 2015 zdobył trzeci w swojej karierze tytuł wicemistrza Kolumbii, a także triumfował w rozgrywkach pucharu Kolumbii – Copa Colombia. Mniej więcej w tym czasie został wiodącą postacią nie tylko swojej ekipy, ale także całej ligi kolumbijskiej (w 2015 roku w oficjalnym plebiscycie Premios del Fútbol Colombiano znalazł się w najlepszej jedenastce rozgrywek). W sezonie Apertura 2016 wywalczył drugie z rzędu (a czwarte ogółem) wicemistrzostwo kraju, a w tym samym roku doszedł również do finału Copa Colombia. Ogółem barwy Junior reprezentował przez dziewięć lat – we wszystkich rozgrywkach zanotował 307 spotkań i strzelił 58 goli, jest uznawany za jedną z ważniejszych postaci w historii klubu.
W styczniu 2017 Hernández za sumę miliona dolarów przeszedł do wicemistrza Brazylii i krajowego giganta – zespołu Santos FC. W tamtejszej Campeonato Brasileiro Série A zadebiutował 14 maja 2017 w przegranym 2:3 meczu z Fluminense FC, zdobywając w nim również pierwszą bramkę.

## Kariera reprezentacyjna
W seniorskiej reprezentacji Kolumbii Hernández zadebiutował za kadencji selekcjonera José Pekermana, 25 stycznia 2017 w przegranym 0:1 meczu towarzyskim z Brazylią.